# Малоугловое рентгеновское рассеяние
Малоугловое рентгеновское рассеяние сокр., МРР	(англ. small angle X-ray scattering сокр., SAXS) — упругое рассеяние рентгеновского излучения на неоднородностях вещества, размеры которых существенно превышают длину волны излучения, которая составляет λ = 0,1–1 нм; направления рассеянных лучей при этом лишь незначительно (на малые углы) отклоняются от направления падающего луча.

## Описание
Наличие в полидисперсной системе равномерно распределенных неоднородностей, размеры которых лежат в диапазоне от 1 до 100 нм, приводит к рассеянию рентгеновских лучей под малыми углами (< 30°). При исследовании зависимости интенсивности рассеянного излучения от угла рассеяния  можно определить такие характеристики наноразмерных элементов, как их форма и размер, фазовый состав, внутренняя структура, ориентация и распределение.
Источниками рентгеновского излучения в экспериментах служат как рентгеновские трубки (длина волны излучения λ = 0,1–0,2 нм), так и синхротронное излучение (λ = 0,03–0,35 нм). Монохроматичность узкого пучка первичного излучения достигается с помощью специальных коллимационных систем. Проходя сквозь образец, пучок рассеивается и регистрируется при помощи детекторов. Размер и форму частиц находят на основе зависимости интенсивности рассеянного излучения от угла рассеяния.
Метод находит широкое применение для получения информации о форме и строении огромного числа материалов: белковых молекул, поверхностно-активных веществ, различных дисперсных систем (например, пигментов в краске, клеток крови), эмульсий, волокон, катализаторов, полимеров и нанокомпозитов, жидких кристаллов.